# Conclave de 1559

Escut papal de Sa Santedat el papa Pius IV

El Conclave de 1559 (5 de setembre a 25 de desembre) va ser convocat amb la mort del Pau IV i va triar el Pius IV com el seu successor. A causa de la interferència de governants seculars i al menyspreu dels cardenals per seu presumpte aïllament del món exterior, va ser el conclave més llarg del segle xvi.

## Mort i preparatius
Pau IV va morir el 18 d'agost de 1559, amb 83 anys. Les seves reformes en l'església van ser principalment mesures repressives, com la Inquisició i el Index Librorum Prohibitorum - ell no confiava en el Concili de Trento, dissolent-lo el 1552.
Fins i tot els cardenals van ser acusats de heretgia - en el moment de la mort de Pau IV, el cardenal Morone era presoner de la Inquisició en el Castell de Sant'Angelo. Pau IV, tement que Morone fos el seu successor, va publicar la butlla papal Cum ex officio Apostolatus, que estipulava que un heretge no podria ser vàlidament triat papa - no obstant això, això va ser en va ja que el Col·legi de Cardenals va alliberar Morone després de la mort de Pau i el va permetre participar al conclave.
Les reformes de Pau IV no van abolir el nepotisme, no obstant això - tres dels cardenals en el conclave eren nebots de Pau, l'influent Carlo Carafa i Diomede Carafa i Alfonso Carafa. Seguint el model del Papa Alexandre VI (un dels papes Borja, que havia mort el mateix dia que Pau, 56 anys abans), Pau va intentar augmentar el poder de la seva família a Itàlia, principalment a costa de la família Colonna, de la qual moltes terres (incloent el feu imperial Palia) van ser confiscades i lliurades a la família Carafa. Els nebots de Pau van governar encara més brutalment que ell i van abusar tant del poder que fins i tot Pau va ser forçat a intervenir, traient Carlo del poder a principis de 1559. Carlo mai va recuperar el favor del seu oncle i, després de la seva mort, ell i els altres dos nebots de Pau van témer que els seus enemics es vengessin d'ells.
Pau IV era rígidament ortodox, intolerant i autoritari. Després de la seva mort van esclatar motins espontanis a Roma, amb multituds tirant a terra la seva estàtua i atacant la seu de la Inquisició. Així, 3.700 soldats van ser duts per a mantenir l'ordre, incloent 300 de cavalleria.

## Faccions i candidats
El Col·legi de Cardenals va ser dividit en tres faccions: una espanyola (17 cardenals encapçalats per Sforza i Madruzzo), una francesa (16 cardenals encapçalats per Hipòlit II d'Este i de Guise) i una "italiana" (14 cardenals encapçalats per Carlo Carafa i Alessandro Farnese). Alguns cardenals van romandre neutrals. L'ambaixador espanyol, Don Francisco de Vargas Mejía, entrava regularment en el conclave per a aconsellar el grup espanyol.
Els candidats francesos al papa van ser d'Este, Gonzaga i Tournon. El rei de França estava a favor del cardenal Carpi. Felip II de Castella va preferir els cardenals Carpi, Morone, Puteo, Medici i D'Oler - en resum, qualsevol candidat que no fos d'Este o un francès. Cosme I, duc de Florència, va afavorir, encara que no tenia relació, el cardenal Giovanni Angelo de 'Medici, germà petit de Gian Giacomo Medici, general imperial d'Alemanya i Siena. En total, van ser més de 20 candidats.
Per a Carlo Carafa, escollir el nou papa era literalment una qüestió de vida o mort i, per tant, va utilitzar principalment el conclave per a obtenir garanties de que ell i seus parents no serien castigats pels seus abusos. Tenia un seriós avantatge - els cardenals italians nomenats pel seu oncle Pau li romanien lleials. Ell va afavorir Carpi i Gonzaga com a papa. Encara que el seu oncle fos un enemic dels espanyols i afavorís França, Carlo va decidir aliar-se al bàndol espanyol.

## Curs
El papat va ser criticat per no tractar els abusos, i el col·legi de cardenals es va dividir entre moderats i conservadors, així com en línies nacionals.
El conclave va començar el 5 de setembre de 1559, amb la presència de 40 cardenals. Explorant el fet que els cardenals francesos encara no havien arribat a Roma, la facció espanyola va intentar triar Carpi per aclamació, però aquesta temptativa va fallar perquè Sforza (un dels líders de les faccions) es va oposar a l'elecció de Carpi i va acordar secretament amb d'Este que havia de perdre.
En aquesta situació, els procediments normals van ser implementats. El 8 de setembre, els electors van signar la capitulació electoral, exigint que el papa, triat, continués la reforma de l'església i de la cúria i reprengués les deliberacions del concili de Trento i promogués la pau entre els prínceps cristians. A finals de setembre, van arribar a Roma set cardenals més.
Durant algunes setmanes, la votació va ser realitzada rutinàriament, sense cap resultat. La majoria dels vots va ser per a candidats menors. L'espanyol Pacheco i Cueva rebia regularment de dotze a vint vots; el 13 de setembre, el francès Leonocourt va rebre 18 vots; el 18 de setembre, el cardenal absent Enric I de Portugal va rebre 15 vots. Rannucio Farnese va obtenir 21 vots en l'elecció en l'aniversari de l'elecció del seu avi com a papa. De 9 de setembre a 16 de desembre, van ser realitzades 68 votacions fallides.
Els principals candidats encara aspiraven el càrrec. No obstant això, el 18 de setembre, amb el suport del cardenal Farnese, el cardenal Carpi va tornar a ser candidat. En les rondes següents, va rebre 11-16 vots. El 22 de setembre, els francesos van intentar seleccionar el cardenal Tournon, però les seves oportunitats van resultar fallides per l'oposició de Carafa, que va donar suport a l'espanyol Pacheco. En la votació realitzada aquell dia, Tournon va rebre un total de 20 vots (incloent 5 per adhesió) i Pacheco 19 (incloent 1 per adhesió).
Alguns dies després, els francesos van concordar amb Sforza, líder de la facció espanyola, a donar suport al cardenal Gonzaga i avançar amb la seva elecció per aclamació. Aquest pla va acabar en un fiasco, amb Gonzadze, Carafa i part de la facció espanyola oposant-se a ell.
En 25 de setembre, l'ambaixador de Felip II, Vargas, va arribar a Roma i, sota els seus auspicis, Sforza, Farnese i Carafa es van trobar el 2 d'octubre. L'ambaixador va suggerir Puteo com a candidat, en comptes de Carpi o Pacheco. Farnese i Carafa van rebutjar, no obstant això, i la reunió no va tenir èxit. Al voltant d'aquesta època, Sforza va començar a lluitar en dos fronts - prometent a la facció francesa continuar a favor de Gonzaga i a la italiana que ho faria en favor de Pacheco i Carpi.
A finals de setembre i inici d'octubre, va haver un extens canvi de correspondència entre els cardenals pro-espanyols i el rei Felip II. Francesc II de França i Ferran I del Sacre Imperi Romanogermànic, també van enviar cartes als cardenals recomanant la candidatura de Gonzaga. Aquesta violació de la regla canònica de que el conclave fos mantingut en secret i sense cap influència de líders seculars va indignar el poble de Roma, però du Bellay (rector del Col·legi de Cardenals) va rebutjar les objeccions.
En la segona meitat d'octubre, Carafa va trencar la seva aliança amb Sforza, quan Felip II va decidir retornar el feu Palli Colonnie Marcantonio i va ordenar als cardenals espanyols que impedissin la selecció de Gonzaga a tot cost. El cardenal d'Este es va aliar amb Carafa, amb l'esperança de vèncer l'elecció, però la votació de l'u de desembre va mostrar que això va ser en va, amb molts que van prometre votar-lo i no ho van fer. Els francesos també - sense gaire èxit - van intentar triar els cardenals Tournon i Suau.
Els primers dies de desembre, d'acord amb els francesos, Carafa va proposar novament Gonzaga, pretenent guanyar la seva elecció per aclamació. No obstant això, Carafa va rebre una carta esborrant les garanties esperades de Felip i ell i els francesos van retornar a l'aliança amb el bàndol espanyol. Ell llavors es va comprometre a escriure al cardenal Sforza que no donaria suport a cap candidat contra Felip II. Com a resultat, aquesta sessió, que va seleccionar el cardenal Gonzaga, gairebé va acabar amb el cardenal Carpi sent escollit per aclamació. El perllongat conclave va dur a una creixent preocupació en els carrers de Roma, especialment perquè el camarlenc va ser forçat a reduir el nombre de tropes a causa de problemes financers.
Després de la caiguda de Gonzaga, amb el suport de França, Pisani va ser suggerit com un "papa de transició", però sense èxit. El conclave al principi de desembre va disminuir en nombre - l'u de desembre el cardenal Capodiferro va morir, mentre que el 13 de desembre Du Bellay va deixar el conclave a causa d'una malaltia, lliurant les seves funcions de rector de la facultat al cardenal Tournon. Sis dies després, Saraceni també va deixar el conclave. Els francesos havien perdut la capacitat de bloquejar els candidats del partit adversari, de manera que els espanyols van intentar avançar amb l'elecció del cardenal Pacheco. En la votació de 18 de desembre, els espanyols van perdre la majoria necessària per només tres vots.
La festa de Nadal era imminent i això va dur els líders de les faccions a fer la pau i concloure un compromís. El 22 de desembre, els líders dels tres partits es van reunir per a decidir sobre un candidat acceptable per totes bandes. Els francesos van suggerir el cardenal Cesi, els espanyols van suggerir el cardenal Medici, però Carafa va romandre indecís. Els francesos van ser persuadits a donar suport al cardenal Medici, que també va rebre el suport del duc de Florència i pel vice-canceller Alessandro Farnese. Carafa també finalment va donar suport a Medici, que li va prometre una amnistia.

## Elecció
La nit de 25 de desembre, 44 cardenals es van reunir a la Capella Sixtina i van triar Giovanni Angelo Medici com a papa per aclamació, acabant el més llarg conclave del segle xvi. Els cardenals van preguntar a Medici, no obstant això, si ell consentiria un examen minuciós l'endemà. Ell va respondre que sí, estipulant que l'elecció per aclamació el 25 de desembre era vàlida i canònica. El matí següent, per tant, va ser realitzat un escrutini i van ser recollides quaranta-quatre cèdules; dos cardenals estaven absents, Saraceni i Du Bellay. Medici va rebre tots els vots, excepte el seu. Ell va votar a François de Tournon, Rodolfo Pio di Carpi, Pedro Pacheco de Villena, Ercole Gonzaga i Hipòlit II d'Este. Aquesta és una altra indicació clara de que la votació preferencial estava sent usada en escrutinis i que un elector podria i va votar a més d'una persona.
Al cap d'una setmana de la seva elecció, Pius va promulgar noves normatives sobre el secret del conclave, per a tractar la influència externa sobre el conclave.
L'elecció de Pius IV va ser una reacció al govern brutal de Pau IV i dels seus nebots. Pius no va tenir res a veure amb l'orgull i la arrogància del seu antecessor i va reprendre i va completar el Concili de Trento. Encara que hagués generat tres fills abans de la seva consagració com a papa, ell els va mantenir en la foscor i fora del govern de l'església, al contrari del Papa Pau III i del Papa Alexandre VI. El seu únic nebot-cardenal era Carles Borromeo, un futur sant i per als nebots de Pau IV, no va demostrar pietat, arrestant Carlo i Alfonso el 1560 (Diomede va morir immediatament després del conclave), executat Carlo el 1561 i perdonant Alfonso després de passar més d'un any a la presó.

## Cardenals votants
LX = nomenat cardenal pel Papa Lleó X
CVII = nomenat cardenal pel Papa Climent VII
PIII = nomenat cardenal pel Papa Pau III
JIII = nomenat cardenal pel Papa Juli III
PIV = nomenat cardenal pel Papa Pau IV
1. Jean du Bellay (PIII)
2. François de Tournon (CVII)
3. Rodolfo Pio di Carpi (PIII)
4. Francesco Pisani (LX)
5. Federico Cesi (PIII)
6. Pedro Pacheco de Villena (PIII)
7. Robert de Lenoncourt (PIII)
8. Ercole Gonzaga (CVII)
9. Niccolò Caetani (PIII)
10. Giovanni Girolamo Morone (PIII)
11. Cristoforo Madruzzo (PIII)
12. Bartolomé de la Cueva (PIII)
13. Georges d'Armagnac (PIII)
14. Otto Truchsess von Waldburg (PIII)
15. Tiberio Crispi (PIII)
16. Joan Àngel de Médici (elegit com a Pius IV) (PIII)
17. Cristoforo Ciocchi del Monte (JIII)
18. Fulvio della Corgna, Orde del Sant Sepulcre de Jerusalem (JIII)
19. Giovanni Michele Saraceni (JIII)
20. Giovanni Ricci (JIII)
21. Giovanni Andrea Mercurio (JIII)
22. Giacomo Puteo (JIII)
23. Giovanni Battista Cicada (JIII)
24. Bernardino Scotti, Teatins (JIII)
25. Diomede Carafa (PIV)
26. Scipione Rebiba (PIV)
27. Jean Suau (PIV)
28. Giovanni Antonio Capizzuchi (PIV)
29. Taddeo Gaddi (PIV)
30. Lorenzo Strozzi (PIV)
31. Jean Bertrand (PIV)
32. Antonio Michele Ghislieri, Orde dels Predicadors (futur Pius V) (PIV)
33. Clemente d'Olera, Orde de Frares Menors (PIV)
34. Alessandro Farnese (PIII)
35. Guido Ascanio Sforza (PIII)
36. Hipòlit II d'Este (PIII)
37. Giacomo Savelli (PIII)
38. Girolamo Capodiferro (PIII)
39. Ranuccio Farnese (PIII)
40. Giulio della Rovere (PIII)
41. Innocenzo del Monte (JIII)
42. Luigi Cornaro (JIII)
43. Louis I de Guise (JIII)
44. Girolamo Simoncelli (JIII)
45. Carlo Carafa (PIV)
46. Alfonso Carafa (PIV)
47. Vitellozzo Vitelli (PIV)

### Absents
1. Claude de Longwy de Givry (CVII)
2. Antoine Sanguin de Meudon (PIII)
3. Francisco Mendoza de Bobadilla (PIII)
4. Enric I de Portugal (PIII)
5. Carles de Lorena-Guisa (PIII)
6. Carles de Borbó-Vendôme (PIII)
7. Girolamo Dandini (JIII)
8. Odet de Coligny de Châtillon (PIII)